# Kleinkindabteil

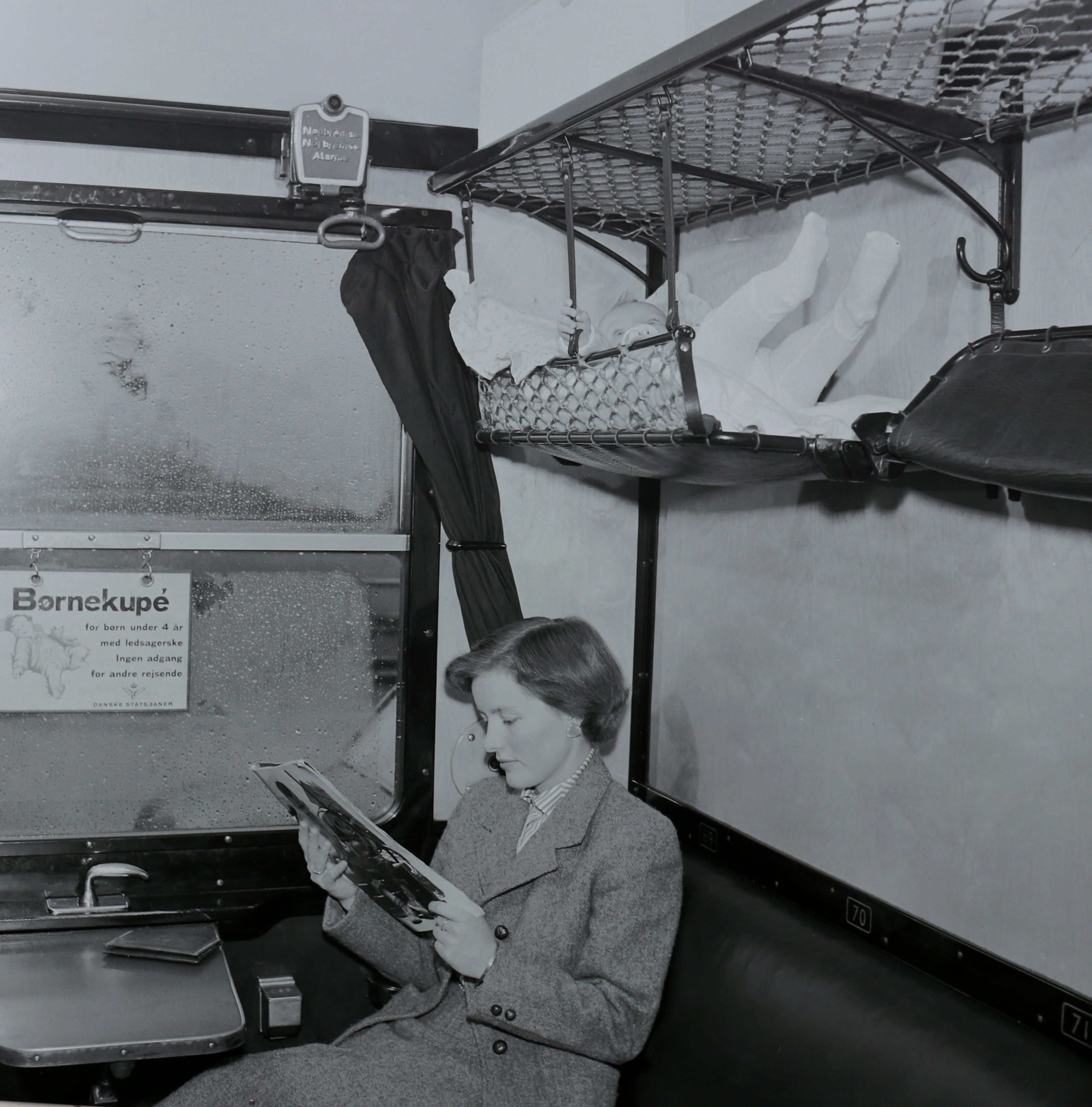
Kinderabteil der Dänischen Staatsbahnen, 1955

Ein Kleinkindabteil ist ein Abteil eines Reisezugwagens, das Familien mit Kleinkindern und Säuglingen dient.

## Geschichte
Bereits in den 1950er Jahren wurden in verschiedenen Ländern sogenannte Kinderabteile eingerichtet. 1955 gab es das Børnecupé für Kinder unter vier Jahren bei den Danske Statsbaner (DSB) in Dänemark.

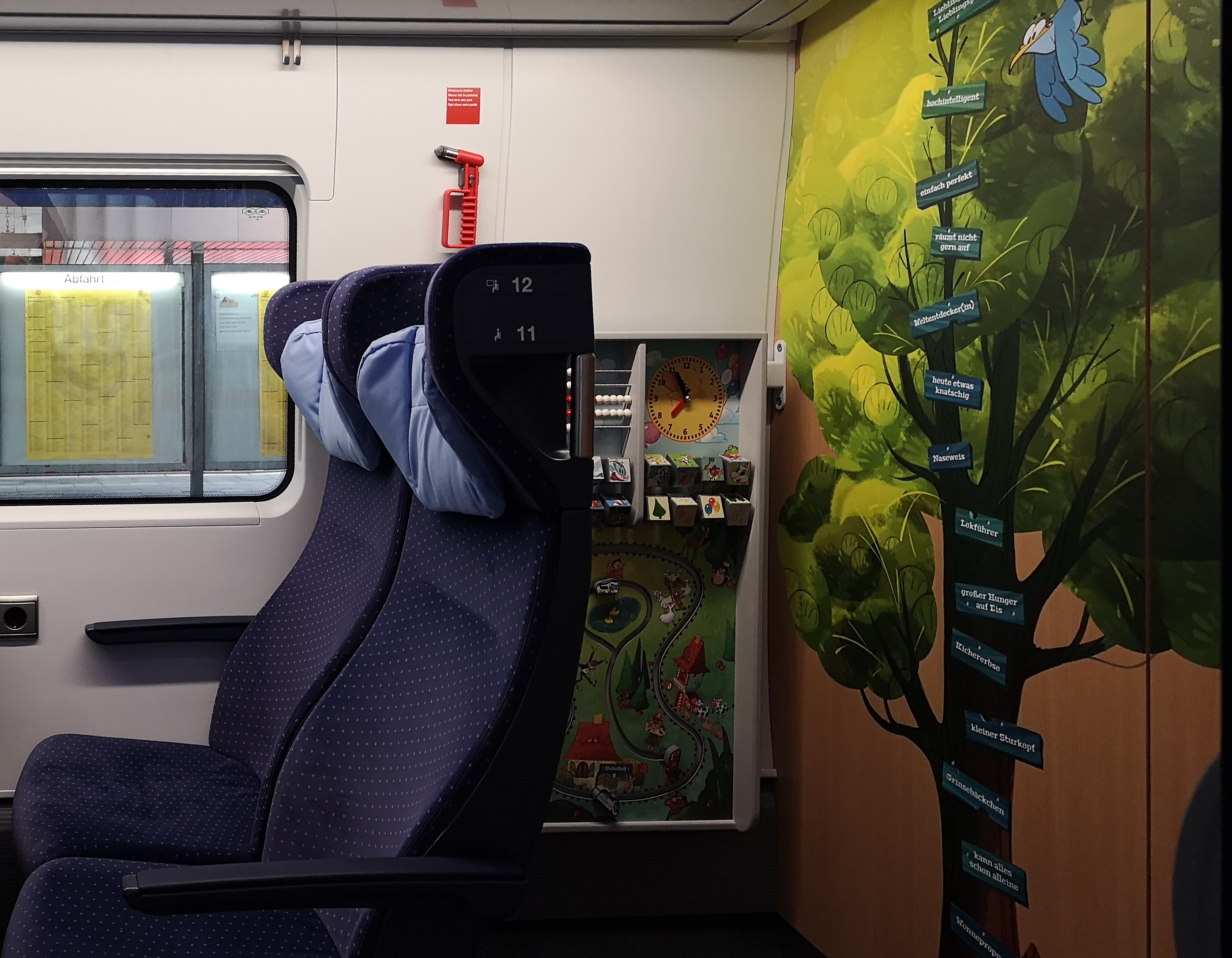
Kleinkindabteil in einem ICE 4

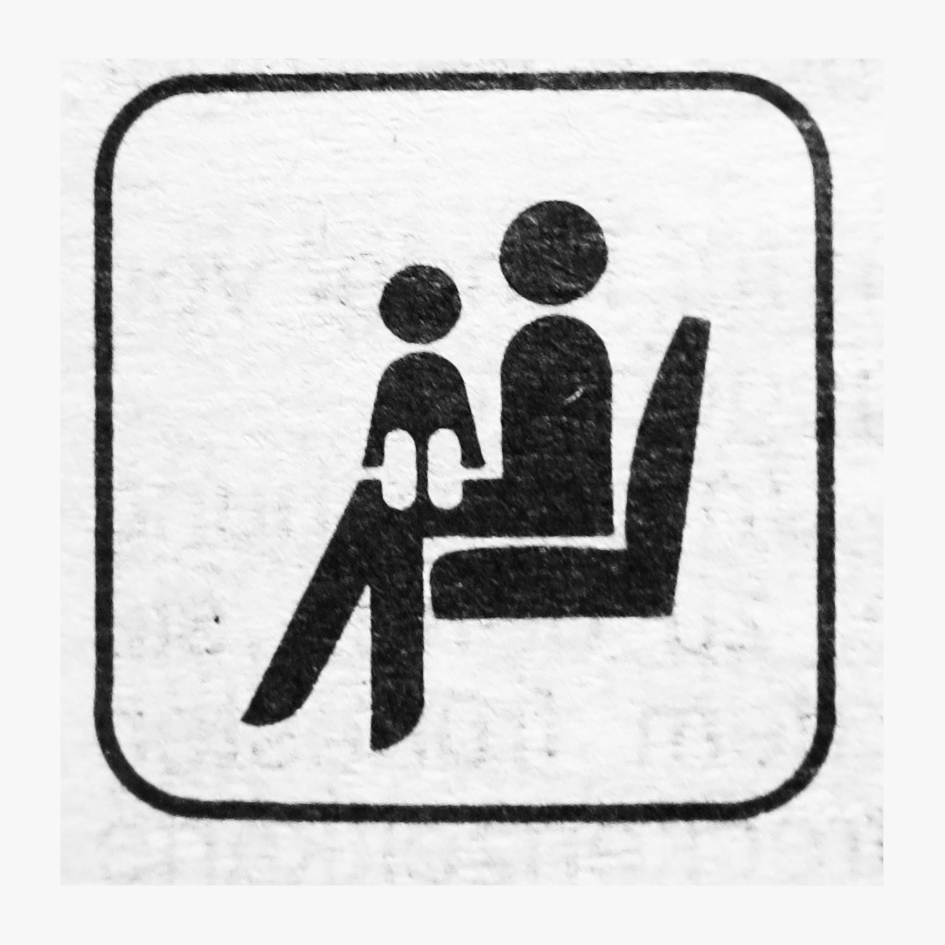
Piktogramm Mutter und Kind

Im Jahr 1956 richtete die Deutsche Bundesbahn in einer Reihe ausgewählter Schnellzüge je ein Sonderabteil Frau und Kind ein, um einen Schutzraum für entsprechende Reisende zu schaffen. Dazu dienten Abteile der 2. Klasse, die entsprechend beschildert wurden. Die Nutzung war nur Müttern oder anderen Frauen gestattet, die während der Fahrt Kleinkinder betreuten, sowie deren Geschwistern bis zum Alter von zehn Jahren. In der Begründung hieß es:

„Das Sonderabteil soll Frauen und Müttern, die mit Kindern reisen, die Möglichkeit bieten, die Fahrt zurückzulegen, ohne ständig in ihren Lebensäußerungen durch die Anwesenheit von Männern beeinträchtigt zu werden.“

Umgangssprachlich wurde aus dem Sonderabteil Frau und Kind bald ein Mutter-Kind-Abteil. Offiziell wurde es später in Kleinkindabteil umbenannt und zudem das Alter der Kinder auf zwölf Jahre angehoben.
2022 sind alle Intercity-Express-Züge sowie die meisten Intercity- und EuroCity-Züge von DB Fernverkehr und den Österreichischen Bundesbahnen mit einem Kleinkindabteil ausgestattet.
Entsprechende Einrichtungen gibt es auch in einer Reihe anderer Ländern, etwa in der Schweiz oder in Japan.